# Gerardo Torrado
Gerardo Torrado Diez de Bonilla, född 30 april 1979 i Mexico City i Mexiko, är en mexikansk fotbollsspelare som sedan juni 2016 spelar för den amerikanska klubben Indy Eleven. Han har tidigare representerat Mexikos landslag.